# VfB Bottrop
VfB Bottrop – niemiecki klub piłkarski, grający obecnie w Bezirkslidze Niederrhein – Staffel 8 (odpowiednik ósmej ligi), mający siedzibę w mieście Bottrop, leżącym w Nadrenii Północnej-Westfalii.

## Historia
- 29.06.1900 – został założony jako Verein für Turn- und Volksspiele Bottrop
- 1908 – założenie w klubie sekcji piłkarskiej
- 1918 – połączył się z BV 04 Bottrop tworząc VfB Bottrop 1900

## Sukcesy
- 13 sezonów w 2. Oberlidze West (2. poziom): 1949/50 i 1951/52-1962/63.
- 3 sezony w Regionallidze West (2. poziom): 1963/64, 1965/66 i 1967/78.
- 1 sezon w Amateur-Oberliga Nordrhein (3. poziom): 1981/82.
- mistrz 2. Oberliga West (2. poziom): 1963 (awans do nowej Regionalligi West).
- wicemistrz 2. Oberliga West (2. poziom) – Gruppe 1 : 1952 (przegrane baraże o awans do Oberligi West).
- mistrz Landesliga Niederrhein – Gruppe 2 (3. poziom): 1951 (awans do 2. Oberligi West – Gruppe 1).
- mistrz Verbandsliga Niederrhein (3. poziom): 1965 i 1967 (awanse do Regionalligi West).
- mistrz Verbandsliga Niederrhein (4. poziom): 1981 (awans do Amateur-Oberligi Nordrhein).